# Kaleo
Kaleo (с гав. — «звук») — исландская рок-группа, созданная в 2012 году. В состав входят Йокуль Юлиуссон, Давид Антонссон, Даниль Кристьянсон и Рубен Поллок.
За 12 лет существования группа выпустила три полноформатных альбома: Kaleo (2013), A/B (2016) и Surface Sounds (2021), а также один EP — Glasshouse (2013).

## История
Впервые группа выступила на фестивале «Iceland Airwaves Music Festival» в ноябре 2012 года. Первую известность ей принесла песня «Vor í Vaglaskógi», которая приобрела ротации на городской радиостанции Исландии Rás 2 и вошла в топ 10 её лучших песен радиостанции. Также трек был замечен в первой части исландского телесериала Trapped.
В 2014 году группа выпускает сингл «All the Pretty Girls», набравший более 18 миллионов прослушиваний на сайте Spotify.
В начале 2015 года Kaleo подписывает контракт с лейблом Atlantic Records и постепенно переезжает в город Остин (Техас). Дебют на South by Southwest (SXSW) в 2015 году вошел в рейтинги Esquire’s «40 Bands You Need to Hear» и «The Austin 100: SXSW 2015 Feature and All Songs Considered SXSW 2015 Music Preview». Сингл «All the Pretty Girls» занял 9 место в чарте Adult Alternative Songs.
В августе 2015 года был выпущен сингл «Way Down We Go». Песня была использована в сериалах «Слепая зона», Свидетели", «Форс-мажоры» (5-й сезон), «Люцифер», «Радиоволна» (6 серия), «Анатомия страсти» (15 серия 13 сезона), «Супергёл» и «Дневники вампира» (6 серия 8 сезона), а также фильме «Призрачная красота» и трейлерах к сериалу «Оранжевый — хит сезона» и фильму «Логан», и стала саундтреком к игре FIFA 16. В 2016 году эта песня стала одной из заглавных тем российско-украинского сериала «Отель Элеон», использовалась во втором и третьем сезонах. В США она заняла 8 место в чарте Adult Alternative Songs и 9-е в чарте Hot Rock Songs. Также попала в чарты Канады. 1 июня 2016 года был выпущен сингл «No Good». Песня стала саундтреком игры A Way Out.

## Музыкальный стиль
В основном в песнях группы заметны черты блюза, фолка, инди-поп и рок-музыки.

## Состав группы
В текущий состав входят:
- Йокуль Юлиуссон — вокал, гитара
- Давид Антонссон — перкуссия, бэк-вокал
- Даниль Кристьянсон — бас-гитара
- Рубен Поллок — гитара, бэк-вокал

## Дискография

### Студийные альбомы
- 2013: Kaleo
- 2016: A/B
- 2021: Surface Sounds

### EP
- 2013: Glasshouse

### Синглы
| Название сингла             | Год  | Позиции в чартах | Позиции в чартах | Позиции в чартах | Позиции в чартах | Позиции в чартах | Позиции в чартах | Позиции в чартах | Альбом |
| Название сингла             | Год  | CAN              | CAN Rock         | US Alt.          | US Main. Rock    | US AAA           | US Rock Air.     | US Rock          | Альбом |
| --------------------------- | ---- | ---------------- | ---------------- | ---------------- | ---------------- | ---------------- | ---------------- | ---------------- | ------ |
| «Vor í Vaglaskógi»          | 2013 | —                | —                | —                | —                | —                | —                | —                | Kaleo  |
| «Rock n' Roller»            | 2013 | —                | —                | —                | —                | —                | —                | —                | Kaleo  |
| «Glass House»               | 2013 | —                | —                | —                | —                | —                | —                | —                | Kaleo  |
| «Automobile»                | 2013 | —                | —                | —                | —                | —                | —                | —                | Kaleo  |
| «Broken Bones»              | 2013 | —                | —                | —                | —                | —                | —                | —                | Kaleo  |
| «I Walk On Water»           | 2014 | —                | —                | —                | —                | —                | —                | —                | Kaleo  |
| «All the Pretty Girls»      | 2014 | —                | —                | —                | —                | 9                | —                | —                | A/B    |
| «Way Down We Go»            | 2015 | 95               | 10               | 6                | —                | 8                | 9                | 19               | A/B    |
| «No Good»                   | 2015 | —                | —                | —                | 17               | —                | 46               | —                | A/B    |
| «I Can’t Go On Without You» | 2016 | —                | —                | —                | —                | —                | —                | —                | A/B    |

## Туры
- Открытый тур для Vance Joy в 2015 году[13].
- SXSW 2015 — выступления на Pandora’s Discovery Den, KGSR, Neiman Marcus Make Some Noise[14].